# Saint-Faustin—Lac-Carré
Mont-Blanc, también conocido antes como Saint-Faustin—Lac-Carré, La Ripousse, Saint-Faustin-Sud y Saint-Faustin-Station, es un municipio perteneciente a la provincia de Quebec en Canadá. Es la sede del municipio regional de condado (MRC) de Les Laurentides en la región administrativa de Laurentides.

## Geografía
Mont-Blanc se encuentra en el centro del MRC de Les Laurentides 22 km al oeste de la ciudad de Sainte-Agathe-des-Monts y al este de Mont-Tremblant. Limita al norte con Lac-Supérieur, al noreste con Sainte-Agathe-des-Monts, al este con Ivry-sur-le-Lac, al sureste con Saint-Adolphe-d’Howard, al sur con Montcalm, al suroeste con Arundel y al oeste con Mont-Tremblant. Su superficie total es de 129,35 km², de los cuales 120,93 km² son tierra firme. Muchos lagos cubren el territorio, como los lagos Sauvage, Nantel, Cornu y du Cordon. Una estación piscícola, construida en 1932, concerne a elevar la trucha de manantial.

## Historia
La ocupación del territorio empezó con la llegada en 1869 de colonos incitados para el cura Antoine Labelle. El luego se llabada entonces La Ripousse. La parroquia católica de Saint-Faustin, nombre honrando san Fostino, fue fundada en 1878 aunque la oficina de correos de mismo nombre abrió el año siguiente. El municipio de Saint-Faustin-Station fue creado en 1922 alrededor del lago Carré, por separación de la parroquia de Saint-Faustin. Este municipio fue renombrado Lac-Carré en 1947. El municipio de Saint-Faustin-Sud, que se correspondía al pueblo actual de Saint-Fasutin, fue instituido en 1957. Cambió su nombre para el de Saint-Faustin en 1960. El municipio actual resultó de la fusión de los municipios de Saint-Faustin y de Lac-Carré en 1996.
En noviembre de 2021, los habitantes del municipio votan para cambiar su nombre a Mont-Blanc, que se cambia oficialmente el 29 de enero de 2022.

## Política
Mont-Blanc está incluso en el MRC de Les Laurentides. El consejo municipal se compone, además del alcalde, de seis consejeros representando seis distritos territoriales. El alcalde actual (2015) es Pierre Poirier, desde al menos 2005.
|                            | 2005-2009            | 2009-2013                      | 2013-2017            |
| Alcalde                    | Pierre Poirier       | Pierre Poirier                 | Pierre Poirier       |
| 1 - Lauzon – Lac-Caché     | Norman Thibault      | Michel Bédard#                 | Michel Bédard#       |
| 2 - Lac-Carré              | Paul-Edmond Ouellet# | Paul-Edmond Ouellet#           | Paul-Edmond Ouellet# |
| 3 - Lac-Paquette           | Réjean Vaudry        | Réjean Vaudry* Alain Lauzon**# | Alain Lauzon#        |
| 4 - Saint-Faustin          | André Brisson#       | André Brisson#                 | André Brisson#       |
| 5 - Lac-Cornu – Lac-Nantel | Réjean Bourassa      | Alain Lauzon                   | Jean Simon Levert    |
| 6 - Caribou – Lac-Sauvage  | Lorraine Lompré      | Lise Lalonde#                  | Lise Lalonde#        |

 * Consejero al inicio del termo pero no al fin.  ** Consejero al fin del termo pero no al inicio. # En el partido del alcalde.
El municipio está ubicado en la circunscripción electoral de Labelle a nivel provincial y de Laurentides-Labelle a nivel federal.

## Demografía
Según el censo de Canadá de 2011, Mont-Blanc contaba con 3467 habitantes. La densidad de población estaba de 28,6 hab./km². Entre 2006 y 2011 hubo una adición de 482 habitantes (16,1 %). En 2011, el número total de inmuebles particulares era de 2407, de los que 1889 estaban ocupados por residentes habituales, otros siendo en mayor parte residencias secundarias.
Evolución de la población total, Saint-Faustin—Lac-Carré, 1991-2015

## Economía
El turismo es un sector económico importante en el municipio, con la estación de esquí Ski Mont Blanc y el área de veraneo en Lac-Carré.

## Sociedad

### Personalidades
- René-Antoine Pelletier (1908-1993), político
- Pierre Brabant (1925-2014), compositor